# نظام إدارة الجودة
نظام إدارة الجودة (اختصاراً QMS) هو مجموعة من الإجراءات والعمليات تركز على تحقيق سياسة الجودة وأهداف الجودة لتلبية احتياجات العملاء وفقا للشروط المطلوبة.
للتنفيذ تم التعبير عن ذلك الهيكل التنظيمي والسياسات والإجراءات والعمليات والموارد اللازمة بإدارة الجودة. كانت الأنظمة القديمة تمكن من التنبؤ بالنتائج من خطوط إنتاج المنتجات الصناعية، وذلك باستخدام إحصاءات بسيطة وأخذ العينات العشوائية. وبحلول القرن العشرين، أصبحت مدخلات العمل أكثر ومكلفة في معظم المجتمعات الصناعية.
وهذه المبادئ قام بوضعها خبراء من كل الدول المشاركة في اللجنة الفنية ISO\TC 176 المسؤولة عن مواصفات نظم الجودة أيزو 9000 ، وتبنّي الإدارة العليا للمنظمات لهذه المبادئ مجتمعة سيؤدي إلى تحسين أداء المنظمة. ومن المعلوم أن مواصفات نظم إدارة الجودة ISO 9001:2000 & ISO 9001:2008 الأيزو (المنظمة الدولية للتقييس) هي أكبر مطور وناشر للمواصفات الدولية على مستوى العالم.

The PDCA cycle

## أسس ومبادئ نظم إدارة الجودة
ترتكز نظم إدارة الجودة على ثمانية مبادئ أساسية، تقوم على أساسها والمبادئ هي:
1. المبدأ الأول: العميل هو بؤرة الاهتمام. العمل على إشباع رغبة العميل والعمل على إقناعه.
2. المبدأ الثاني: القيادة. من خلال وضع أهداف البرامج لتنفيذها بالشكل الصحيح والسليم.
3. المبدأ الثالث: إشراك العاملين في المنشأة.
4. المبدأ الرابع: منهجية العمليات.(الفلسفة والأنظمة المختلفة ما بين المؤسسات).
5. المبدأ الخامس: الإدارة بمنهجية المنظومات.
6. المبدأ السادس: التحسين المستمر.يجب أن يكون هدفاً دائماً.
7. المبدأ السابع: اتخاذ القرار بناء على حقائق ينبغي أن تكون البيانات حقيقة عند اتخاذ القرارات.
8. المبدأ الثامن: الشراكة المربحة للطرفين مع الموردين.بتوفير معلومات عن السوق عن المواد عن المنافسين[4]

## مفهوم الجودة - الخلفية التاريخية
كلمة أيزو عبارة عن مجموعة من المواصفات وخصائص والمعايير وهي متطلبات الجودة.وقد صدرت مواصفات الايزو فكانت:
1. المستوى الأول: أول ما جاء هدفها ضبط الجودة لإسعاد العميل وإشباع رغباته، والفكرة مع اكتشاف الخطأ بعد وقوعها وإعادة تصحيحها.
2. مرحلة متقدمة: يركز على تأكيد الجودة: الأنشطة الدورية اللازمة لإرضاء المستهلك يجب أن تكون متوفرة (عملية وقائية) وضمان معظم الأنشطة والاحتياجات اللازمة أن تكون متاحة ومتوفرة.
3. المرحلة الأخيرة: نوع من الكمالية تتجه لتطبيق كل الأنشطة المطلوبة والمحتاجة لضمان حاجات المستهلك (التركيز على التوجيه).

في أوروبا انتشر مصطلح ” قسم الاطباء“ بتعهد الطبيب بتقديم العلاج والدواء المناسب ولا يستخدم اشياء تسبب الضرر للمرضى. من هذه البدايات استمدت المفاهيم والمعايير الحالية التي تحكم انشطة ادارة الجودة وتطبيقاتها في الحضارات القديمة كالاغريقية والرومانية والصينية والعربية والإسلامية كانت توجد مدارس طب منظمة وتقاليد جيدة لممارسة المهنة كما وضعت قواعد مكتوبة حول التصرف المهني للطبيب.
في الحضارة الغربية عام 1518م قام المسؤلون عن الكلية الملكية بلندن بتوثيق فكرة إحدى مهام الكلية بدعم مستوى الطب لشرف المهنة ولفائدة الجمهوراي الاهتمام بجودة الخدمة الصحية المقدمة للمرضى. في القرن التاسع عشر 1960م قامت البريطانية ”فلورنس نايتنجيل“ بإعداد دراسة عن الجودة النوعية ساعدت في تأسيس فكرة الجودة النوعية اشتمل البرنامج على النظافة والصحة العامة وتحسين نظم التغذية ووضع اسس تنظيمية للعمليات والاجراءات اليومية للمستشفى مما خفض معدل الوفيات بنسبة كبيرة.

## نظام الجودة للأجهزة الطبية
معيار ISO 13485 الخاص بالأجهزة الطبية، يساعد على الانفتاح بشكل أكبر على الأسواق في جميع أنحاء العالم مع الحصول على الاعتماد. إيضاح الطريقة التي يمكنك بها مراجعة سير العمليات وتطويرها على جميع المستويات بالمؤسسات. الارتقاء بالكفاءة وترشيد النفقات مع مراقبة أداء سلسلة التوريدإثبات القدرات على إنتاج أجهزة طبية أكثر أماناً وفعالية. الوفاء بالمتطلبات التنظيمية وبتوقعات العملاء.

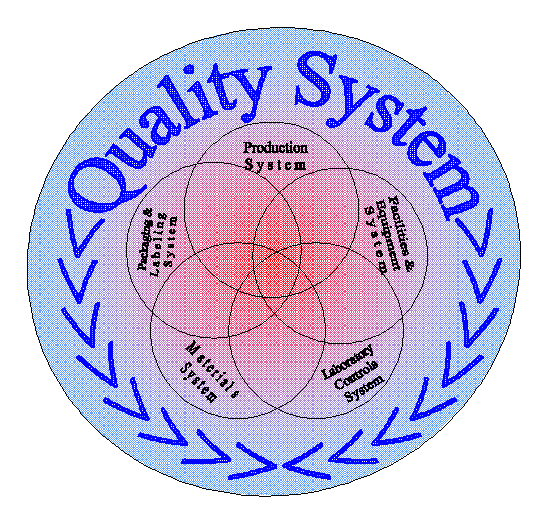
Quality System

## مراحل تطبيق وتقييم نظم إدارة الجودة
على وجه العموم فإن المنظمة الراغبة في تطبيق نظام لإدارة الجودة فإن عليها اتباع الخطوات التالية:
1. عمل دراسة فجوة فيما بين الوضع القائم للمنظمة وبينن متطلبات نظام إدارة الجودة، وعموما تجرى هذه الدراسة بمعرفة مخنصين بالمشاركة مع العاملين بالمنظمة ويستخدم فيها أدوات مختلفة منها «التدقيق» ومنها «المقابلات الشخصية» ومنها «الاستبيانات» وفي نهاية الأمر تتكون صورة محددة عن مدى بعد أو قرب المنظمة عن نظام إدارة الجودة المرجو. وتكون المخرجات الأساسية لهذه الدراسة هو تحديد دقيق للفجوة الموجودة بين النظام القائم في المنظمة ونظام إدارة الجودة المستهدف.
2. تقوم الإدارة العليا للمنظمة بالمشاركة مع المختصين بوضع خطة تنفيذية للخطوات والأعمال اللازم اتخاذها لتغطية الفجوة التي تم تحديدها في الخطوة 1.
3. يتم على التوازي في المنظمة تبني وتنفيذ يبرنامج تدريبي وتوعوي لكل العاملين في المنشأة بمتطلبات نظام إدارة الجودة المستهدف لإعداد المنشأة للتغيير المطلوب.
4. يتم من خلال المسئولين والخبراء تنفيذ الخطة التنفيذية الموضوعة في الخطوة 2 وعلى الإدارة العليا للمنظمة أن تقوم بتوفير الموارد اللازمة للتتنفيذ.
5. بعد تنفيذ النظام الجديد والمفترض مطابقته لنظام إدارة الجودة ولمدة معقولة تؤكد استقرار النظام الجديد تقوم الإدارة العليا للمنظمة بتكلبف مختصين ذوي خبرة مناسبة سواء من داخل المنظمة أو من خارجها بإجراء تدقيق شامل على تنفيذ النظام الجديد في المنظمة، وعادة يتم هذا التدقيق بصورة منهجية وطبقا لخطة موضوعة سلفا.
6. تكون نتائج التدقيق عادة «عدم مطابقات» لمتطلبات نظام إدارة الجودة المستهدف، ويتم بمعازنة الإدارة العليا للمنظمة اتخاذ الإجراءات التصحيحية المناسبة لإغلاق «عدم المطابقات» تقوم المنظمة بتنفيذ العمليات الواردة في البنود 5 & 6 بصورة منتظمة للحفاظ على مستوى أداء مرضي للمنظمة وطبقا لمتطلبات نظام إدارة الجودة.[5], [6], [7], [8], [9],.[10]

## وصلات خارجية
- Baldrige Performance Excellence Program Website
- ICH Website
- FDA Website
- Health Canada Website